# Lopholepis
Lopholepis là một chi thực vật có hoa trong họ Hòa thảo (Poaceae).

## Loài
Chi Lopholepis gồm các loài: